# Dusuna bimaculata
Dusuna bimaculata är en insektsart som beskrevs av Cai och Kuoh 1993. Dusuna bimaculata ingår i släktet Dusuna och familjen dvärgstritar. Inga underarter finns listade i Catalogue of Life.